# Central de commutació

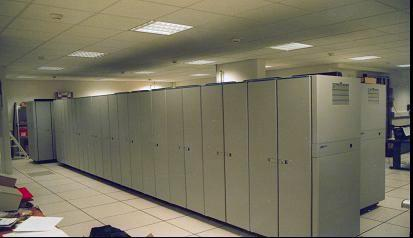
central telefònica moderna utilitzada per una empresa operadora de telefonia a França (Nortel Digital Multiplex System)

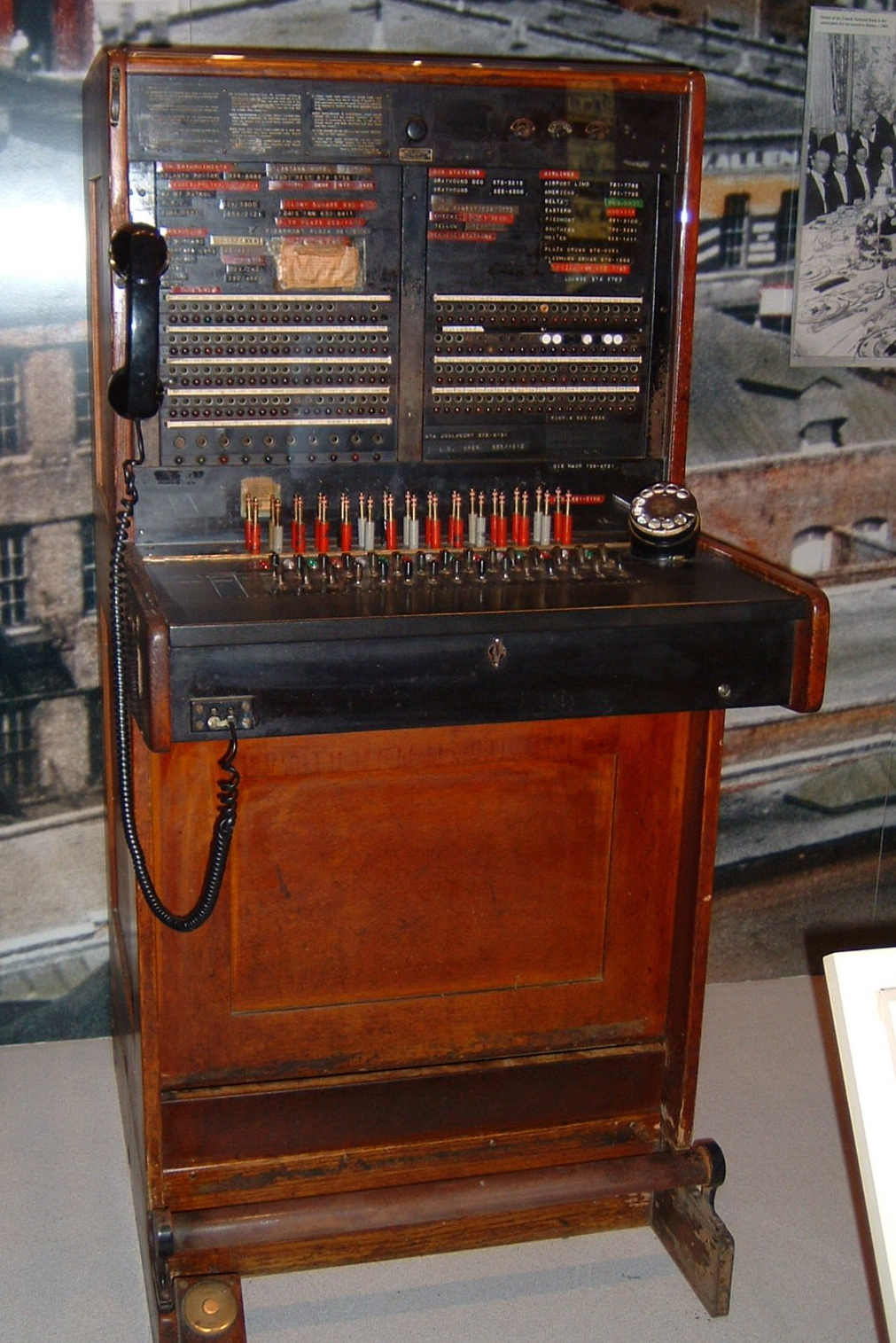
Central telefònica antiga.

En el camp de les telecomunicacions, en un sentit ampli, una  central telefònica  és el lloc (pot ser un edifici, un local, una caseta o un contenidor) utilitzat per una empresa operadora de telefonia on s'alberga el equip de commutació i els altres equips necessaris per a l'operació de les trucades telefòniques. És a dir, és el lloc on s'estableixen connexions entre els llaços (bucles) dels abonats, bé directament o bé mitjançant retransmissions entre centrals del senyal de veu. Les centrals es connecten entre si mitjançant enllaços de comunicacions entre centrals o enllaços intercentrals. A la  central telefònica  acaben les línies d'abonat i s'originen els enllaços de comunicacions amb altres centrals telefòniques d'igual o diferent jerarquia o, si s'escau, parteixen els enllaços o circuits interurbans necessaris per a la connexió amb centrals d'altres poblacions.
Les centrals telefòniques se situen en edificis destinats a albergar els equips de transmissió i de commutació que fan possible la comunicació entre els diferents abonats. Allà també es localitzen els equips de força d'energia i el repartidor general o MDF (Main distribution frame).
El terme  central telefònica  s'utilitza en moltes ocasions com a sinònim d'equip de commutació més que com un edifici o una ubicació. El terme s'empra sovint per a denominar el lloc, l'equipament i material contingut (Planta interna). Les  centrals telefòniques privades  a diferència de les centrals telefòniques públiques, només s'intercomuniquen extensions o annexos dins d'una empresa, organització, negoci i en algunes llars, aquestes extensions o annexos mitjançant d'aquesta central comparteixen les línies o troncals subministrades per la central telefònica pública i són utilitzades per comunicar-se am la xarxa exterior.
La primera central telefònica va ser inventada el 1877 per l'hongarès Tivadar Puskás, que treballava amb Thomas Alva Edison qui va patentar el telèfon (WTF?), Invent d'Antonio Santi Giuseppe Meucci

## Jerarquia de centrals telefòniques
Els equips de commutació d'una central telefònica pública es diuen també node telefònics. Aquests nodes es troben jerarquitzats. Els nodes d'accés, més propers als abonats, es comuniquen amb nodes de jerarquia més alta (regionals, provincials, etc.), que faciliten la interconnexió amb altres nodes de l'operador o d'altres operadors de telefonia pública bàsica commutada o d'altres serveis de telecomunicació com a ADSL. Les Centrals telefòniques es poden jerarquitzar de la següent manera:
- Centrals Urbanes
- Centrals Interurbanes
- Centrals Automàtiques Internacionals
- Centrals de Trànsit

## Equips i material continguts a la central telefònica
Entre els equips i material contingut s'inclouen els següents elements:
- L'equip de commutació.
- Els equips de transmissió entre centrals (que utilitzen cable coaxial, els cables de parells o fibra òptica).
- El repartidor principal de cable (interconnecta els parells dels abonats amb els cables d'entrada a la central).
- Equips de ventilació.
- Els equips d'alimentació elèctrica.
- Les bateries de suport
- Cables, connexions, etc.

Els dos primers elements es disposen en racks col·locats en bastidors.

## Soterrani o túnel de cables

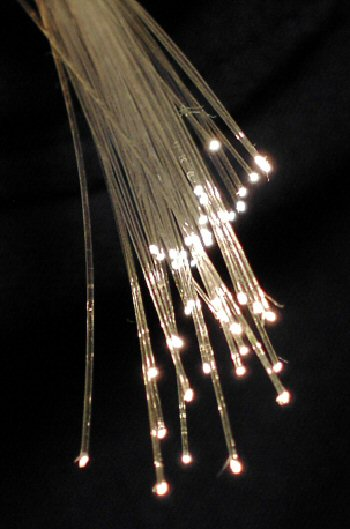
La fibra òptica com a mitjà de transmissió

Fins a la central telefònica arriben canalitzacions que condueixen malls amb nombrosos parells d'abonat (generalment pel soterrani). Des de la central parteixen les fibres òptiques o cables de parells per a realitzar un enllaç de comunicacions a través de pals o canalitzacions. Els cables que contenen els parells que venen des dels abonats accedeixen a la central a través de galeries subterrànies fins al repartidor principal o MDF, on acaben aquests parells.

## Repartidor o distribuïdor principal
En el repartidor principal es realitzen els ponts adequats per a unir amb els parells procedents dels abonats, els cables de l'equip de commutació telefònica o els cables del DSLAM si el servei ADSL ha estat contractat pel client. El repartidor principal (MDF "Main distribution frame") és el nexe d'unió entre planta interna i planta externa en la  central telefònica .
El repartidor se situa en una sala localitzada a l'edifici de la central, en general a la primera planta. Sobre el repartidor se situa la sala d'equips i sota el mateix es troba el soterrani de cables. El repartidor principal conté en el seu interior un o més bastidors situats longitudinalment. En cada bastidor es troba un panell per a fils verticals i un altre per a fils horitzontals. Els fils horitzontals estan identificats i connectats a equips de la central. Els fils verticals estan associats a parells de la "xarxa primària" procedent dels abonats.

## Equips de commutació. Funcions.
La telefonia convencional RTB (Xarxa Telefònica Bàsica) o RTC (Xarxa Telefònica Commutada) és atesa per equips de commutació digitals. Les centrals digitals són l'evolució de les primeres centrals manuals i centrals automàtiques analògiques electromecàniques.
Les centrals permeten connectar dos abonats que depenen de la mateixa central o iniciar (o rebre) una trucada amb un abonat d'una altra central a través d'una o diverses centrals que s'interconnecten amb les centrals de què depenen aquests abonats.
L'ús de processadors permetre reemplaçar tots els sistemes esmentats anteriorment. Els ordinadors realitzen les connexions de la mateixa manera que ho feien els sistemes mecànics amb operadors humans. Si es marca des d'un telèfon un conjunt de nombres, els sistemes poden detectar si es tracta d'una trucada local o de llarga distància. Els dígits marcats es transmeten a través de la cadena de centrals que estableixen la crida a través de les línies de transmissió que uneixen les centrals.

## Funcions de commutació de trucades telefòniques
A la Commutació (xarxes de comunicació) de trucades telefòniques es realitza la connexió entre diferents nodes que existeixen en diferents llocs i distàncies per aconseguir un camí apropiat per connectar dos usuaris de la xarxa de telefonia. En la commutació de trucades telefòniques s'estableix un camí físic entre els mitjans de comunicació previ a la connexió entre els usuaris. Aquest camí roman actiu durant la comunicació entre els abonats, alliberant en acabar la comunicació.
La trucada telefònica passa per les següents etapes: sol·licitud, establiment, transferència d'Files i alliberament de connexió.

## Equips de transmissió: enllaços de comunicacions intercentrals. Funcions.
Per interconnectar les centrals entre si, s'utilitzen els equips de transmissió o transport que distribueixen per mitjans de transmissió, fibra òptica, cable coaxial, cables de parells, etc.) els fluxos de dades o de veu digitalitzada cap al seu destí. La transmissió tendeix a integrar-se amb els diferents serveis i xarxes de dades.

## Equips de comunicació de dades ADSL

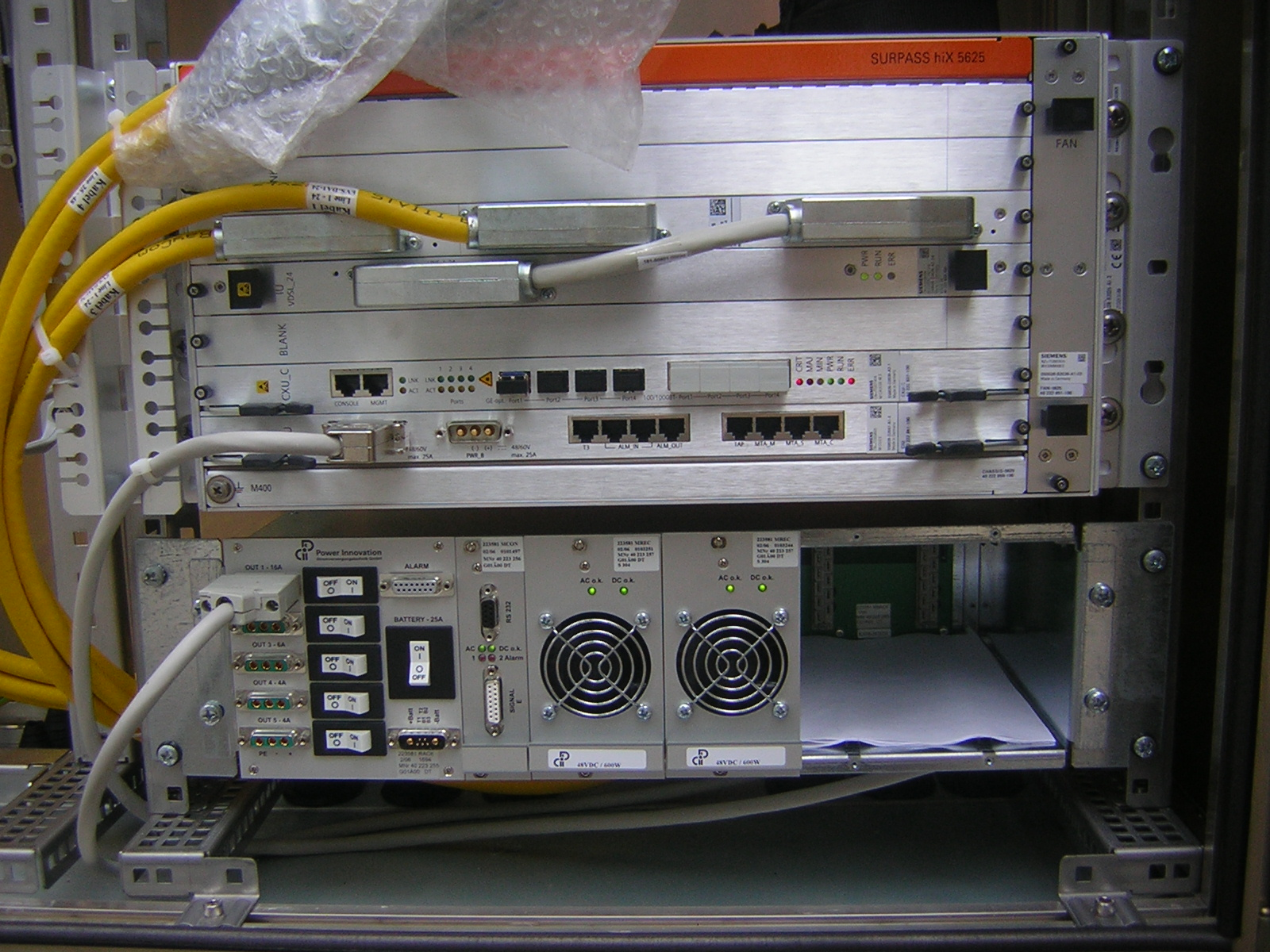
DSLAM per a comunicació de dades ADSL.

Quan el client requereix serveis de banda ampla ADSL al repartidor principal se li comunica amb un altre equip: el DSLAM. El DSLAM es pot considerar un mòdem que d'una banda es connecta a l'equip de l'abonat (mòdem o router) i l'altra a un enllaç de comunicacions d'alta velocitat que condueix altres nodes intermedis de dades que connecten finalment a Internet.

## Centrals urbanes i centrals rurals

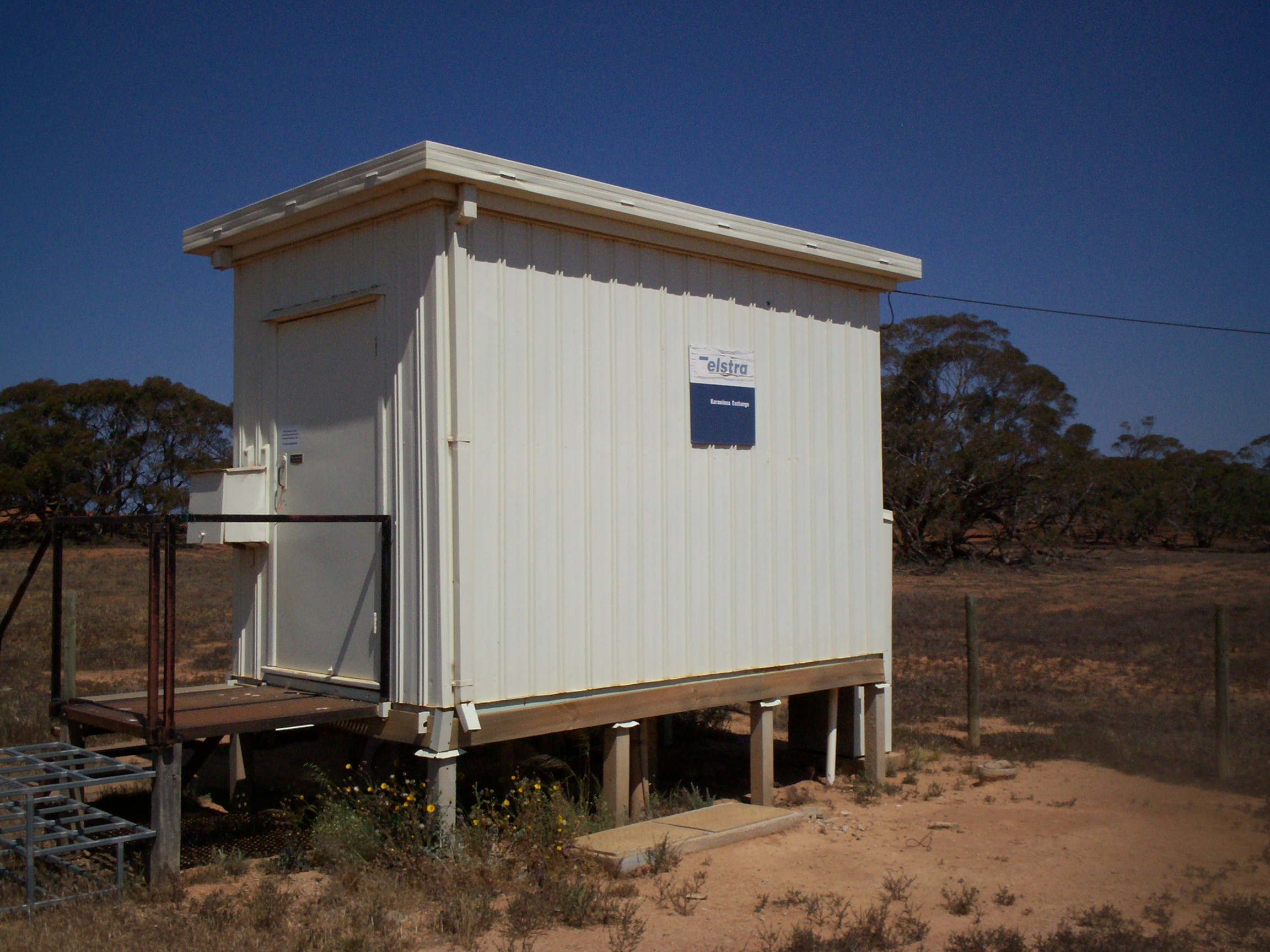
Una caseta rural d'una central telefònica australiana

A les ciutats es troben edificis dedicat a les centrals telefòniques que alberguen nombrosos equips i material i als que s'hi accedeix a través del soterrani de l'edifici troncals de cable que agrupen nombrosos parells d'abonat de la ciutat o part d'ella.
A les zones rurals o allunyades dels nuclis urbans es construeixen casetes de menor dimensió i equipament però funcionalment idèntiques a les centrals de les ciutats.

## Central telefònica privada
Una central telefònica privada o PABX ("ramal privat de commutació automàtica"); són commutadors automàtics que normalment pertanyen a les empreses. Permeten interconnectar diferents ambients mitjançant aparells telefònics, a part de gestionar les trucades telefòniques mitjançant línies o troncals de les companyies telefòniques públiques. Existeixen diferents tecnologies, antigament les centrals eren analògiques que després van incorporar en les seves parts tecnologia digital, tot sense molts canvis per a l'usuari,
Les centrals convencionals analògiques o Semi-digitals van ser dissenyades amb llenguatges de programació molt senzills i fiables, sent sempre acoblades amb sistemes encapsulats. Aquests equips ens van acostumar a la seva fiabilitat i al seu fàcil configuració, no estan exposats a atacs per Internet ni a desperfectes a causa d'algun virus. La bona notícia és que totes les funcions extra que poden donar-li les centrals IP poden aconseguir mitjançant de mòduls que es connecten a les seves centrals telefòniques convencionals. Per mitjanes empreses, una forma intel·ligent de migrar a aquesta nova tecnologia seria mitjançant d'enllaços digitals E1/T1 pels quals poden connectar el seu central tradicional amb una IP i d'aquesta manera tindran el millor dels dos mons.
La manera més econòmica d'aprofitar aquesta nova tecnologia seria connectar-se mitjançant mòduls que ens donen servei de VoIP a través d'extensions anàlogues que poden entrar a la seva central com una línia o troncal, això els ofereix serveis econòmics de trucades a llarga distància i la possibilitat de tenir extensions en llocs distants via Internet amb total seguretat, a baix cost i sense sacrificar significativament la seva amplada de banda.

## Central telefònica IP

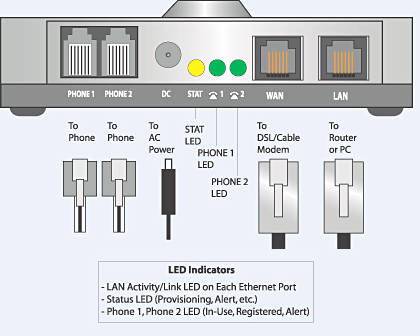
Mòdul VoIP per a extensions (annexos) estàndard

Actualment hi ha la central telefònica IP, una central realment digital. Una central telefònica IP, és un equip telefònic dissenyat per oferir serveis de comunicació a través de les xarxes de dades. Aquesta tecnologia es coneix com a veu per IP (VoIP), on el IP és l'anomenat protocol d'Internet i l'adreça IP, és l'adreça per la qual s'identifiquen els dispositius en del web. Amb els components adequats es pot manejar un nombre il·limitat d'annexos en lloc o remots via Internet (en qualsevol lloc del món), afegir vídeo, connectar troncals digitals o serveis de (VoIP) "SIP trunking" per trucades internacionals a baix cost. Els aparells telefònics que s'usen se'ls criden telèfons IP o SIP i es connecten directament a la xarxa. mitjançant de ports d'enllaços se li connecten les línies normals de les xarxes telefòniques públiques i annexos analògics per a telèfons estàndard (fax, telèfons sense fil... etc).
En integrar la informàtica amb la telefonia (CTI) es poden obtenir molts avantatges, com el poder comunicar-se amb un contacte dins el programa administratiu de la seva empresa amb només un clic. Quan aquest fora de l'oficina i li deixin un missatge al seu correu de veu, aquest pot ser dirigit al seu correu electrònic personal com un File de veu.
Per a les grans corporacions internacionals les centrals IP s'han convertit en un equip molt convenient. Aquestes centrals utilitzen sistemes operatius com Windows i programes que corren en Linux, de l'anomenat Codi Obert (Open Source). L'obertura de sistemes operatius i programes gratuïts han fet proliferar moltes centrals IP a bons preus, algunes usant computadors com maquinari.
Les grans corporacions amb bons pressupostos poden suportar el cost de l'equip, programes, seguretat en les xarxes, bones amplades de banda etc. Aconseguint al final un bon funcionament del sistema. Ara moltes empreses de telecomunicacions estan oferint el que anomenen Centrals Virtuals, el que en realitat ofereixen són annexos o extensions amb tecnologia de (VoIP), un avantatge per a les empresa que té sucursals a nivell nacional, ja que podran comunicar-se entre les sucursals sense cap cost, sense instal·lar cap equip, però una veritable central ha d'oferir comunicació interna dins del local i per aconseguir això necessitarien comprar tantes línies com treballadors, el que acaba sent molt costós.
Han de saber, que la xarxa IP no va ser dissenyada per donar garanties, això comporta que la qualitat de l'àudio encara no arribi a un bon nivell. La telefonia mòbil va aconseguir un estàndard acceptable, però no es pot conduir i parlar pel mòbil al mateix temps, això es deu, a que el nostre cervell perd concentració en processar el que escolta, cosa que no succeeix amb la telefonia tradicional.

## Cancel·lació de xarxes analògiques
Tal com succeeix amb la telegrafia (als Estats Units, la companyia Western Union va clausurar els seus serveis telegràfics el 27 de gener de 2006 i el servei telefònic analògic tendeix a desaparèixer. El 2018, certs països com França i Alemanya, van anunciar la fi de la telefonia convencional, cessant la venda i instal·lació de noves connexions bàsiques i planificant el tancament i apagada de les centrals telefòniques commutades cap el 2023.
Les polítiques comercials modernes apunten a la instal·lació d'equips que funcionen amb xarxes de dades, sota el sistema VoIP (voice over IP, veu sobre protocol d'Internet), combinant la provisió del servei bàsic amb altres tals com el streaming i l'accés a internet .

## Principals fabricants
- LG Ericsson
- Panasonic
- Avaya
- Alcatel
- Aastra Technologies Limited (Netcom Neris)
- Oki
- Samsung
- NEC Philips
- SIEMENS
- SKYPHONE
- Intelbras